# Paul Sauter (sciatore)
Paul Sauter (1994) è un ex sciatore alpino tedesco.

## Biografia
Attivo in gare FIS dal dicembre del 2009, in Coppa Europa Sauter ha esordito il 9 febbraio 2015 a Oberjoch in slalom gigante (34º), ha ottenuto il suo miglior piazzamento l'8 dicembre 2017 a Trysil nella medesima specialità (15º) e ha preso per l'ultima volta il via in occasione dello slalom gigante di Oberjoch del 18 febbraio 2019, che non ha completato. Non ha debuttato in Coppa del Mondo né preso parte a rassegne olimpiche o iridate e si è ritirato al termine della stagione 2018-2019; la sua ultima gara in carriera è stata lo slalom speciale dei Campionati tedeschi 2019, chiuso da Sauter al 18º posto.

## Palmarès

### Coppa Europa
- Miglior piazzamento in classifica generale: 156º nel 2018

### Campionati tedeschi
- 2 medaglie:
  - 2 bronzi (slalom speciale nel 2015; slalom speciale nel 2016)